# Danger Mouse
Danger Mouse ist eine britische Zeichentrickserie aus den Jahren 1981 bis 1992. In Deutschland wurden insgesamt 52 Episoden im Ersten in der ARD-Sendung Spaß am Dienstag ausgestrahlt. 2015 erfolgte eine Neuauflage als Animationsserie.

## Handlung
Die Serie Danger Mouse ist eine James-Bond-Parodie. Die gleichnamige Hauptfigur ist Geheimagent beim britischen Secret Service. Danger Mouse wird gemeinsam mit seinem Sidekick Lübke immer wieder von Colonel K, dem Chef des Geheimdienstes, beauftragt, die Welt zu retten.
Sie arbeiten unterhalb von Scotland Yard in der Baker Street in London, versteckt hinter einem großen Briefkasten. Die Organisation F.O.W.L. (Fiese Organisation für weltweite Lumpereien) und deren Kopf, Baron Ekel von Etzmolch, sind die Erzfeinde von Danger Mouse. Sie versuchen mit unkonventionellen Mitteln wie Dudelsäcken, Diebstahl aller berühmten Bauwerke, Riesenrobotern usw., die Weltherrschaft zu erlangen.
Eine besondere Rolle kommt dem Sprecher aus dem Off (im Original: Isambard Sinclair, gesprochen von David Jason) zu. Dieser begleitet das Geschehen, indem er es sarkastisch kommentiert, mit den Figuren redet oder über sein Privatleben sinniert.
In dieser Serie hatte Graf Duckula seine ersten Auftritte, ehe er seine eigene Serie bekam.

## Charaktere
- Danger Mouse ist eine tapfere und furchtlose weiße Maus mit Augenklappe. Er stellt den absolut perfekten Agenten dar, der alle notwendigen Eigenschaften in sich vereint, die nötig sind, um ein Superheld zu sein, der permanent gegen das Böse kämpft. Dabei hat Danger Mouse es nicht immer einfach und er gerät oft in prekäre Situationen, aus denen er sich jedoch immer geschickt herauswinden kann.
- Lübke (im Original Ernest Penfold) ist ein unerschütterlich feiger Hamster. Er ist seines Zeichens ebenfalls Angestellter beim britischen Geheimdienst und der Assistent von Danger Mouse. Eine große Hilfe ist er aber selten. Lübke gibt vielmehr immer wieder gern den kompletten Ignoranten und Trottel vom Dienst, was dann in unregelmäßigen Abständen Danger Mouse liebsten Ausspruch, „Lübke, Schnauze!“ bzw. „Schnauze, Lübke!“, zur Folge hat.
- Colonel K ist ein trotteliger Chinchilla und der Chef und Auftraggeber von Danger Mouse. Ständig wachen seine Augen darauf, welche neuen Gefahren den Frieden bedrohen.
- Baron Ekel von Etzmolch (im Original Baron Silas Greenback) ist eine fette Kröte. Er gibt den gerissenen Widersacher des Geheimdienstes und ist der Boss der Organisation F.O.W.L. Seine Kreativität, seine Phantasie, wenn es darum geht, den Weltfrieden zu gefährden und sich selbst an die Macht zu putschen, scheinen grenzenlos. Etzmolch verkörpert den klassischen Bösewicht, dem es nur um eigene Interessen geht.
- Nero ist eine kleine weiße flauschige Raupe. Es ist das Schoß- bzw. Schmusetier von Baron von Etzmolch. Da Danger Mouse eine Bond-Satire ist, stellt Nero das Pendant zur weißen Perserkatze von Bond-Bösewicht Ernst Stavro Blofeld dar.
- Stiletto Mafiosi ist eine Krähe und der Assistent von Baron von Etzmolch.

## Sprecher
Es gibt zwei verschiedene deutsche Synchronfassungen mit verschiedenen Sprechern, da der WDR in den 1980er Jahren nicht alle Folgen durch die Film- & Fernseh-Synchron in München synchronisieren ließ. Fast zehn Jahre danach wurde durch Kabel 1 die Plaza Synchron mit der Bearbeitung der übrigen Folgen beauftragt. (In der Kabel-1-Fassung singen die deutschen Sprecher von Danger Mouse und Lübke das Lied im Vorspann auf Deutsch mit.)
- Danger Mouse: in den ersten 26 Folgen gesprochen von Arne Elsholtz, in den neueren Staffeln von Peter Fricke, in der Kabel-1-Synchronisation von Harald Leipnitz (im Original: David Jason)
- Lübke: gesprochen von Michael Habeck, später von Michael Rüth (im Original: Terry Scott)
- Colonel K: Walter Reichelt (im Original: Edward Kelsey)
- Baron Ekel von Etzmolch: Hartmut Neugebauer (im Original: Edward Kelsey)
- Nero: David Jason
- Stiletto Mafioso: Christian Tramitz (im Original: Brian Trueman)
- Graf Duckula: Ilja Richter (im Original: David Jason)

## Neuauflage (2015)
FremantleMedia produziert zusammen mit dem irischen Animationsstudio Boulder Media Limited eine Neuauflage der Zeichentrickserie. Die Erstausstrahlung war am 28. September 2015 auf dem britischen Kindersender CBBC (Children’s BBC). Sie wird in Deutschland seit Dezember 2016 auf Nickelodeon ausgestrahlt.